# 瑞獣

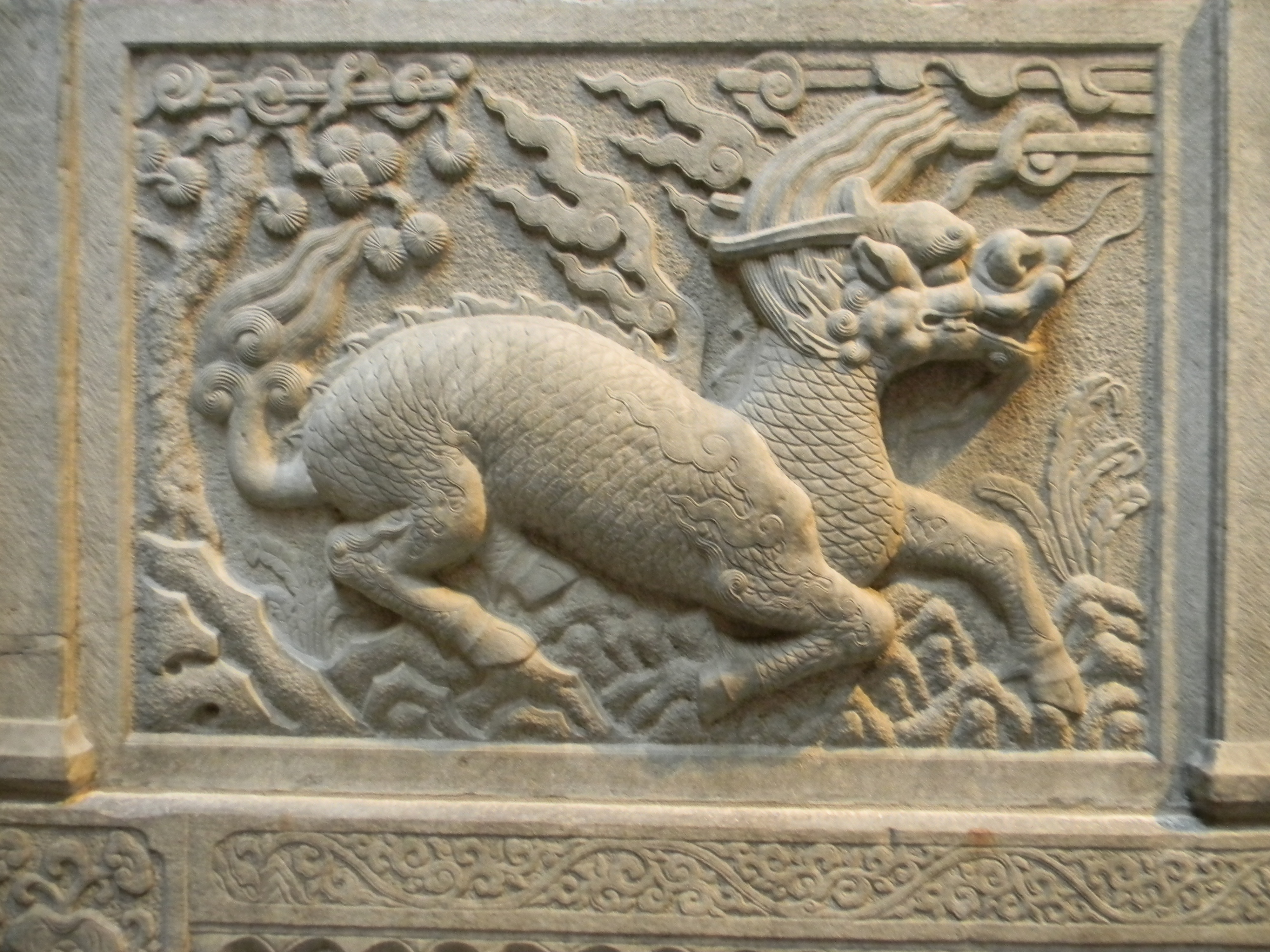
麒麟の石彫（明時代）

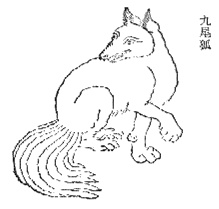
九尾狐（『山海経』より）

瑞獣（ずいじゅう）とは、古代中国でこの世の動物達の長だと考えられた特別な4つの霊獣に代表される、瑞兆として姿を現すとされる何らかの特異な特徴を持つ動物のこと。

## 概説
この世には魚のように鱗を持つ鱗虫、鳥のように羽を持つ羽虫、獣類のように毛をもつ毛虫、甲殻類のように固い殻や甲羅をもつ甲虫がそれぞれ360種類いるとされたが、これらそれぞれの軍団の長が前述の瑞獣である。
優れた王者の時代に出現するとされ、さらには王者の裁判が公正に行われる時代に出現する特別な瑞獣もいるといわれる。
またアルビノの動物を瑞獣・瑞鳥とみなし、白い雀や白い鹿などが献上されたのを記念して元号を変える例がよく見られる。

## 四霊を含む架空の瑞獣たち
鳳凰
徳の高い王者による平安な治世か、優れた知性を持つ人が生まれると姿を現す五色の霊鳥。四霊の一種。
鸞
平安な治世に姿をあらわす鳳凰とよく似た姿の青色っぽい羽を持つ霊鳥。鳳凰から生まれ、鸞鳥から諸鳥が生まれたとする。
麒麟
仁の心を持つ君主が生まれると姿を現す一角の霊獣。角は肉に包まれ、いかなる生命をも傷つけない。麒麟から諸獣が生まれたとする。四霊の一種とされるが、中央を守る四神の長である黄龍と同一視されることや、黄龍のかわりに四神の長として扱われることがある。
竜
角は鹿、頭は駱駝、眼は兎、胴体は蛇、腹は蜃、背中の鱗は鯉、爪は鷹、掌は虎、耳は牛に似ていて、口辺に長髯をたくわえ、喉下には一尺四方の逆鱗があり、顎下に宝珠を持つと言われる神獣・霊獣。中国では皇帝のシンボルとして扱われた。四霊の一種として応竜が存在する。
霊亀
治水の才を持つ人（帝王）が生まれると姿を現す亀。甲羅に水脈が刻まれており治水を助ける。蛇と対で描かれ、水神の象徴。四霊の一種。
獬豸
優れた裁判官が生まれると姿を現す一角の羊。人の善悪を理解し悪人を角で突く。
九尾の狐
漢王室の守り神とされた霊獣。ただし徳のない君主の場合、革命を促すので凶獣でもある。

## 中国の瑞獣
瑞獣といえば、中国では一般に四神（四大聖獣）のことを指す。
瑞獣の「瑞」の字は中国では「吉祥」「めでたい」という意味を表し、瑞獣は吉祥獣と呼ばれることもある。また、四霊に位置づけられる応竜、鳳凰、麒麟、霊亀を四大瑞獣と呼ぶ場合がある。
瑞獣はあくまで「めでたい動物」という意味なので、伝説上の動物でなくてもかまわない。中国の吉祥獣は書道や絵、彫刻の中でよく見られる。